# بيل لي (لاعب كرة قاعدة أمريكي)
بيل لي (بالإنجليزية: Bill Lee)‏ هو لاعب كرة قاعدة أمريكي، ولد في 21 أكتوبر 1909 في بلاكيومين في الولايات المتحدة، وتوفي بنفس المكان في 15 يونيو 1977.

## وصلات خارجية
- بيل لي على موقع دوري كرة القاعدة الرئيسي (الإنجليزية)
- بيل لي على موقعبيزبول رفرنس.كوم (الدوري الرئيسي) (الإنجليزية)
- بيل لي على موقعبيزبول رفرنس.كوم (الدوري الثانوي) (الإنجليزية)